# László Baranyai
László Baranyai (ur. 13 stycznia 1920 w Budapeszcie, zm. 14 grudnia 1984 tamże) – węgierski gimnastyk, medalista olimpijski z Letnich Igrzysk Olimpijskich z 1948 roku.
Jego żoną była gimnastyczka Erzsébet Balázs, srebrna medalistka olimpijska z tych samych igrzysk.